# Ul
Ul és un riu d'Uttar Pradesh a la regió d'Oudh, als districtes de Shahjahanpur i Kheri o Lakhimpur Kheri. Corre en direcció sud i est i s'uneix al riu Chauka per la seva esquerra després d'un curs d'uns 177 km. No es fa servir per navegació i escassament pel reg, ja que quedava per sota del nivell del territori pel que passa.